# Reacción de Achmatowicz
La reacción de Achmatowicz  es una síntesis orgánica en la cual un furano es convertido a un dihidropirano. En la publicación original de Osman Achmatowicz Jr. en 1971 el alcohol furfurílico se hace reaccionar con bromo en metanol para dar como producto el 2,5-dimetoxi-2,5-dihidrofurano. Éste transpone a la 6-hidroxi-2H-piran-3(6H)-ona al hacerlo reaccionar con ácido sulfúrico diluido. Los pasos adicionales de la reacción  consisten en la protección del alcohol con ortoformiato de metilo y trifluoruro de boro, seguido de la reducción de la cetona formada con borohidruro de sodio. Así se obtiene un intermediario del cual muchos monosacáridos pueden ser sintetizados.
El protocolo de Achmatowitz ha sido utilizado en la síntesis total de muchos compuestos. Un ejemplo es la (+)-desoxoprosofilina, la pirenoforina Recientemente esta reacción ha sido utilizada como estrategia en varias síntesis orientadas a la diversidad